# Římskokatolická farnost Uherský Brod-Újezdec
Římskokatolická farnost Uherský Brod-Újezdec je územní společenství římských katolíků v děkanátu Uherský Brod s farním kostelem svatého Jana Křtitele.

## Historie farnosti
První zmínka o Újezdci je z roku 1371. Existenci samostatné farnosti dokládá zmínka z roku 1408 o podacím právu (tj. právo dosazovat do farnosti faráře). Během třicetileté války farnost zanikla, byla přifařena k šumické farnosti. Roku 1785 byla farnost obnovena z obcí Újezdec, Těšov, Polichno a Maršov. Po pětadvaceti letech hrozilo nové zrušení farnosti z důvodu špatného stavu kostela. Hrozilo jeho zřícení. Kostel se povedlo částečně opravit a roku 1851 byl postaven kostel nový. 

## Duchovní správci
Jmenný přehled duchovních správců je dochován od roku 1785. Od listopadu 2012 je farářem R. D. Mgr. Jiří Rek. 

## Bohoslužby
Bohoslužby se konají pravidelně ve farním kostele - v neděli v 7.45 a 9.45 a také ve všechny ostatní dny.

## Aktivity farnosti
Ve farnosti se pravidelně koná tříkrálová sbírka. V roce 2018 se při ní vybralo 70 085 korun.